# 陶曉清
陶曉清（1946年1月27日—），台灣資深廣播人，作家亮軒（本名馬國光）之妻，音樂人馬世芳之母。她引領1970年代台灣民歌運動，被譽為「台灣民歌之母」。

## 生長背景
陶曉清出生於中國大陸江蘇省蘇州市，民國36年時舉家遷到台灣，父母皆為音樂愛好者，母親彈風琴，父親彈胡琴，外婆喜觀賞紹興戲，外公會唱崑曲。陶曉清兒時的家庭娛樂就是星期天全家人聚在客廳，以真空管收音機聆聽崔小萍的廣播劇。陶曉清從小擅長演講，進入世新大學廣電系就讀，因實習機會進入中國廣播公司，19歲就成為該電台最年輕的主持人。

## 民歌運動的推手
1965年，陶曉清進入中國廣播公司，她於19歲時主持第一個節目《熱門音樂》，於節目中介紹當時的西洋流行音樂。當時台灣正在戒嚴狀態，而大陸文革尚未結束，陶曉清的節目，引進新穎的西方流行歌曲，受到當年青少年所青睞，一時蔚為風潮。
1975年，楊弦在中山堂辦了「現代民謠創作演唱會」，陶曉清嘗試在《熱門音樂》節目播了三首實況，原本擔心於西洋歌時段播放國語歌會遭到聽眾投訴，卻意外收到聽眾來信投稿自己的詞曲，因此陶曉清另闢一個「中西民歌」時段，介紹由青年學子自行創作的歌謠。這些實驗性的歌曲，得到了聽眾的迴響喜愛。
1976年在李雙澤的高呼之下，「唱自己的歌」成為風潮，歌謠創作如雨後春筍般湧現。此時，陶曉清以電台廣播人的身份，聯合了廣播界與藝文界人士，召開「中國現代民歌」演唱會，包含了胡德夫、楊弦、楊祖珺、吳楚楚等民歌運動健將。陶曉清並策劃了「第一屆中國現代民歌之夜」演唱會，與《我們的歌》專輯出版。陶曉清參與其中的民歌運動，逐漸成為1970年代中期後，台灣流行音樂界的發展方向之一。
1979年，中美斷交，台灣國際地位慢慢降低，而青少年們仍沉浸在西式音樂文化之中，「舊上海」式的歌曲，與日本及西洋的翻譯歌，仍是當時主流。在這種氛圍之下，創作屬於「中國人」的歌曲，這種想法慢慢開始萌芽。後來，新格唱片開始舉辦「金韻獎」、海山唱片舉辦「民謠風」比賽，鼓勵學生創作，幫年輕創作者出唱片及安排校園巡迴，從此蔚為風氣。
1988年，陶曉清企劃主持中廣青春網節目，自當年8月15日開播。為全台首次專門以青少年成長為題而規劃的節目。當時培養的許多主持人成為目前廣播界的重要主持人。
1992年，陶曉清自中國廣播公司退休，結束廣播生涯，赴加拿大進修心理成長方面的課程，並成為合格心理諮商師。
1993年，創辦「中華音樂人交流協會」，擔任第一屆與第二屆的理事長。
2000年，獲頒金曲獎的特別貢獻獎。2017年，獲頒廣播金鐘獎的特別貢獻獎。

## 資料來源
1. 1 2  謝淑靖. . womany.net. 2015-08-27  [2023-10-04]. （原始内容存档于2022-12-07） （中文（臺灣））.
2. 1 2  信義學堂. . 信義學堂.   [2023-10-04]. （原始内容存档于2022-06-25） （中文（臺灣））.
3. ↑  . musicmandomisodo.blogspot.com.   [2023-10-04]. （原始内容存档于2023-09-07） （中文（臺灣））.
4. ↑  中華民國文化部. . memory.culture.tw.   [2023-10-04] （中文（臺灣））.
5. ↑  中華民國文化部. . memory.culture.tw.   [2023-10-04] （中文（臺灣））.

- 張釗維，《誰在那邊唱自己的歌：台灣現代民歌運動史》，台北：滾石文化，2003年

## 外部連結
- 台灣民歌之母陶曉清：「人生就像一條河流，不同的階段會在不同的碼頭靠岸，而每一站旅程，都會影響你成為什麼樣的人。」   （页面存档备份，存于）
- 音乐人 | “台湾民歌之母”陶晓清 真诚和创意是我对音乐的标准  （页面存档备份，存于）
- 生命就該學會流淚，捨得放鬆！民歌之母陶曉清，人生歌未央  （页面存档备份，存于）